# Chivolo
Chivolo är en ort i Colombia.   Den ligger i departementet Magdalena, i den norra delen av landet, 600 km norr om huvudstaden Bogotá. Chivolo ligger 135 meter över havet och antalet invånare är 11 457.
Terrängen runt Chivolo är huvudsakligen platt. Chivolo ligger uppe på en höjd. Runt Chivolo är det ganska glesbefolkat, med 29 invånare per kvadratkilometer. Chivolo är det största samhället i trakten. Omgivningarna runt Chivolo är huvudsakligen savann.